# Ike Nwamu
Ikechukwu Sean "Ike" Nwamu (Greensboro, Carolina del Norte, 3 de junio de 1993) es un baloncestista estadounidense de ascendencia nigeriana que actualmente juega en el Rawlplug Sokół Łańcut de la PLK, la primera categoría del baloncesto polaco. Con 1,96 metros de estatura, juega en la posición de escolta.

## Trayectoria deportiva

### Universidad
Jugó su primer año universitario en los Vikings de la Universidad Estatal de Cleveland, donde apenas contó con minutos de juego, promediando 2,1 puntos, 0,6 rebotes y 0,2 asistencias por partido,
En 2012 fue transferido a los Bears de la Universidad Mercer, teniendo que cumplir un año sin jugar debido a la normativa de la NCAA. Allí disputó dos temporadas, en las que promedió 11,7 puntos y 3,1 rebotes por partido, siendo incluido en 2015 en el mejor quinteto de la Southern Conference por los entrenadores y en el segundo según la prensa.
En 2015 fue nuevamente transferido, en esta ocasión a los Rebels de la Universidad de Nevada, Las Vegas, sin ser sancionado en esta ocasión. Allí disputó su  temporada sénior, en la que promedió 11,4 puntos y 3,2 rebotes por partido. Sus cuatro temporadas como universitario transcurrieron en cuatro conferencias diferentes, Horizon League, Atlantic Sun, Southern Conference y Mountain West.

### Profesional
Tras no ser elegido en el Draft de la NBA de 2016, si lo fue en el Draft de la NBA D-League, en el puesto 22 por los Sioux Falls Skyforce,  equipo al que pertenece en la actualidad.
En junio de 2020, se compromete con el Cholet Basket de la Ligue Nationale de Basket-ball, la primera categoría del baloncesto francés, pero no llegó a debutar con el equipo.
El 18 de agosto de 2021, firma por el Ironi Nes Ziona B.C. de la Ligat ha'Al israelí.
El 7 de enero de 2023, firma por el SLUC Nancy de la Pro A, la primera categoría del baloncesto francés.

## Selección nacional
Nwamu disputó el Afrobasket 2017.
En verano de 2021, fue parte de la selección absoluta nigeriana que participó en los Juegos Olímpicos de Tokio 2020, que quedó en décimo lugar.